# Государственный переворот в Гватемале (1954)
Государственный переворот 1954 года в Гватемале был тайной операцией «PBSuccess», проведенной Центральным разведывательным управлением США (ЦРУ) с целью свержения демократически избранного президента Гватемалы Хакобо Арбенса и положившая конец Гватемальской революции 1944–1954 годов. В ходе операции самолёты наёмников ЦРУ подвергли бомбардировкам города Гватемалы. 27 июня 1954 года президент Арбенс был вынужден уйти в отставку, его заменил проамерикански настроенный полковник Кастильо Армас, установивший в стране военную диктатуру.

## Предпосылки
После победы Гватемальской революции 1944 года, правительство Гватемалы стремилось проводить независимую от США политику, оно осуществило ряд социально-экономических реформ и преобразований. В рамках этого курса правительство Гватемалы:
- в 1947 году приняло Трудовой кодекс, а в 1948 году — закон о социальном страховании[10]
- приняло закон о защите национальных ресурсов (нефти и угля)[10][11];
- отказалось посылать гватемальских военнослужащих для участия в корейской войне[11];
- разрешило создание и деятельность массовых общественных организаций:

- Всеобщей конфедерации труда (национального профсоюза, объединявшего 100 тыс. промышленных и сельскохозяйственных рабочих)
- Национальной конфедерации крестьян (объединявшей 200 тыс. крестьян)

- разрешило деятельность Гватемальской партии труда[11];
- начало строительство шоссе Гватемала — порт Санто-Томас в качестве альтернативы железной дороги, принадлежавшей компании «Юнайтед фрут» (что представляло прямую угрозу для корпорации, использовавшей монополию на перевозки грузов для установления высоких транспортных тарифов и получения сверхприбылей)[12].

Правительство США было обеспокоено политикой правительства Гватемалы, рассматривая её как проявление коммунистического влияния в Латинской Америке. В 1951 году президентом Гватемалы был избран Хакобо Арбенс. В США считали, что Арбенс настроен просоветски.
17 июня 1952 года правительство Х. Арбенса приняло декрет № 900 о проведении аграрной реформы, в соответствии с которым предусматривалась возможность национализации земель сельскохозяйственного назначения. В это время самым крупным собственником земель сельскохозяйственного назначения в стране являлась американская компания «United Fruit Company» (400 тыс. акров, в том числе 175 тыс. акров необрабатываемых земель)[нужна атрибуция мнения].
В марте 1953 года правительство Гватемалы национализировало 219 159 акров необрабатываемых земель «Юнайтед Фрут», выплатив компании компенсацию в размере 627 572 кетсаля, а в феврале 1954 года — ещё 173 190 акров земель, выплатив компании компенсацию в размере 557 542 кетсаля. Таким образом, правительство осуществило выкуп земель компании по цене 2,86 доллара США за акр, в то время как согласно инвентарным книгам компании «Юнайтед Фрут» их стоимость составляла только 1,48 долларов за акр. Низкая стоимость объяснялась тем, что согласно договору 1901 года земли были переданы в аренду на 99 лет на льготных условиях и освобождались почти от всех налогов.
Представители «Юнайтед Фрут» заявили протест. Несмотря на то, что реформа не затрагивала интересы частной собственности, а национализация земли производилась за выкуп, руководство компании и правительство США негативно отреагировали на сам факт национализации американской собственности. 20 апреля 1954 года госдепартамент США официально потребовал от Гватемалы компенсации для «Юнайтед Фрут» в размере 15,855 млн долл. «в связи с экспроприацией земли компании» (вместо предложенных 594 тысяч долл.). 24 мая 1954 года правительство Гватемалы отклонило эти требования.

## Попытка вооружённого переворота в марте 1953 года
В конце марта 1953 года получивший поддержку от компании «Юнайтед Фрут», посольства США в Гватемале и посольства Никарагуа в Гватемале полковник К. Армас с группой сторонников предпринял попытку переворота, но вооружённое выступление было подавлено, а сам К. Армас 28 марта 1953 года бежал в Гондурас.

## Дипломатическое давление
США организовали масштабную «информационную войну» и предприняли значительные усилия для международной изоляции правительства Гватемалы.
14 октября 1953 года госдепартамент США выступил с официальным заявлением, осуждавшим деятельность правительства Гватемалы.
Также, правительство США ввело экономические санкции в отношении Гватемалы.
В 1954 году госдепартамент США опубликовал т. н. «Белую книгу» с целью дискредитировать правительство Гватемалы и лишить его международной поддержки, а также дать теоретическое обоснование вторжению.
В подготовке «Белой книги» участвовал сотрудник компании «Юнайтед фрут», специалист в области рекламы и пропаганды Эдвард Л. Бернес. При подготовке «Белой книги» были использованы материалы «доклада о положении в Гватемале» компании «Юнайтед фрут».
Американский посол в Аргентине С. Брэден выступил с заявлением, что правительство Гватемалы якобы предоставило секретные базы для советских подводных лодок.
14 марта 1954 года на X Международной конференции американских государств была принята «резолюция № 93» («Декларация солидарности о сохранении политической целостности американских государств в условиях вмешательства международного коммунизма»), направленная против правительства Гватемалы. Представитель Гватемалы проголосовал против предложенного США проекта резолюции, представители Мексики и Аргентины при голосовании воздержались. Резолюция № 93 была принята под сильным давлением со стороны США, несмотря на нежелание большинства латиноамериканских правительств, представители нескольких государств Латинской Америки в ходе обсуждения внесённого правительством США проекта «резолюции № 93» демонстрировали открытую оппозицию. В ходе обсуждения проекта «резолюции № 93», против внесённого США проекта резолюции выступали представители Гватемалы, Боливии, Бразилии и Мексики.
14 мая 1954 года Аллен Даллес выступил с заявлением, что Гватемала «находится на пороге развязывания агрессивной войны».
15 мая 1954 года на пресс-конференции с участием иностранных журналистов представитель госдепартамента США обвинил правительство Гватемалы в тайных поставках оружия в соседние страны.
После начала агрессии, 20 июня 1954 года правительство Гватемалы обратилось в Совет Безопасности ООН с просьбой «вмешаться, чтобы остановить агрессию, совершенную правительствами Гондураса и Никарагуа по подстрекательству определённых иностранных компаний». Представитель Франции предложил проект резолюции, в которой содержалось требование «немедленно прекратить все действия, которые могут привести к кровопролитию».
В дальнейшем, представитель США в ООН Генри Кэбот Лодж предпринял значительные усилия, чтобы под различными предлогами затянуть вынесение на рассмотрение СБ ООН обращения правительства Гватемалы. 25 июня 1954 года на заседании Совета Безопасности ООН по положению в Гватемале Лодж настоял на том, чтобы рассмотрение данного вопроса проходило без присутствия представителя Гватемалы, а также потребовал передать рассмотрение данного вопроса на рассмотрение Организации американских государств. За рассмотрение обращения правительства Гватемалы голосовали представители СССР, Ливана, Дании и Новой Зеландии; против — США, Бразилия, Колумбия, Турция и Тайвань; воздержались Англия и Франция. В результате, с перевесом в один голос резолюция не была принята.

## Подготовка к операции
Подготовка к военной операции началась в июне 1951 года. В Майами (штат Флорида, США) был создан оперативный штаб «Линкольн», который возглавил кадровый сотрудник ЦРУ, полковник Альберт Ханей.
9 сентября 1952 года ЦРУ США был утверждён первый вариант плана военного переворота (Operation PBFORTUNE).
В 1975 году, после того, как с документов был снят гриф секретности, стало известно, что ответственным за разработку плана операции являлся Фрэнк Гарднер Уизнер — заместитель директора ЦРУ по планированию. А осенью 1953 года в Вашингтоне была создана дополнительная группа специалистов, ответственная за координацию действий правительственных органов и спецслужб США против Гватемалы, руководителем которой был назначен кадровый сотрудник ЦРУ Трэйси Барнс, а ответственным за политические акции — Говард Хант.
На территории Гондураса была сформирована «Антикоммунистическая правительственная хунта», в состав которой вошли Кастильо Армас, Карлос Салазар, Домингос Гойсолеа, Луис Баладерам и Луис Коронадо Лир.
Полковник ВВС Гватемалы Кастильо Армас (прошедший двухлетнее обучение в командно-штабном колледже армии США в Форт-Ливенуэрте, штат Канзас) приступил к созданию наёмной армии на территории Гондураса.
В военной подготовке наёмной армии Армаса принимали непосредственное участие полковник армии США Карл Страдер и кадровый сотрудник ЦРУ США, полковник Розерфорд. Кроме того, после начала боевых действий в июне 1954 года корреспондент издания «The New York Times» зафиксировал присутствие «в рядах повстанческих войск» ещё одного гражданина США по имени Джозеф Рендон, который ранее, в годы Второй Мировой войны являлся агентом американского бюро стратегической информации в Гватемале.
На вербовку и обучение личного состава Армас получал из США около 150 тыс. долларов в месяц. Из США поступало вооружение, техника и иное военное снаряжение (несколько боевых самолётов P-47 и транспортных самолётов C-47; авиабомбы; грузовики; стрелковое оружие и боеприпасы; взрывчатка; радиоаппаратура; палатки и униформа)[нужна атрибуция мнения]. Только первая партия стрелкового оружия (винтовки, пистолеты, пулемёты) и боеприпасов для армии Армаса, поставленная из США, составляла 50 тонн.
Солдаты формируемой «Армии Освобождения» («El Ejército de Liberación») были обмундированы в американскую военную форму, вооружены американским оружием и получали оплату в размере 10 долларов в день[нужна атрибуция мнения]. Кроме того, в конце 1953 года в состав армии Армаса были приняты американские граждане (десять пилотов и десять бортмехаников), которые получали оплату в размере 500 долларов в месяц[нужна атрибуция мнения].
Подготовка вторжения не осталась незамеченной: 20 января 1954 года правительство Гватемалы выступило с официальным заявлением о подготовке интервенции в Гватемалу. На пресс-конференции с участием иностранных журналистов были предъявлены 200 фотографий (на нескольких был зафиксирован процесс погрузки оружия в грузовики людьми К. Армаса у здания посольства США в Тегусигальпе); вещественные доказательства (в том числе, образец листовки и плакат, призывавшие «добровольцев» вступать в армию Армаса) и документы (в том числе, перехваченное письмо Армаса к никарагуанскому диктатору Анастасио Сомосе от 20 сентября 1953 года, в тексте которого имелось упоминание о помощи, полученной от «северного правительства»).
Для ведения радиопропаганды на территорию Гватемалы, в городе Копан ЦРУ США создало «неофициальную» радиостанцию «Голос Освобождения» («Voz de la liberación») на территории Гондураса. Работу радиостанции обеспечивали три кадровых сотрудника ЦРУ США (Дэвид Филлипс, «Брэд» и «Петер»), а также три гражданина Гватемалы. 1 мая 1954 года радиостанция впервые вышла в эфир. Кроме того, было организовано издание антиправительственной газеты «El combate».
В апреле 1954 года сотрудниками ЦРУ США была завершена операция «Broadfrost», целью которой являлось формирование военно-воздушных сил К. Армаса — в общей сложности, из США поступило три «стерильных» транспортных самолёта C-47, один самолёт Cessna-140, один самолёт Cessna-180, один ночной истребитель P-38M «Night Lightning» и одна PBY «каталина».
В начале мая 1954 года были закрыты три консульства Гватемалы в Гондурасе, расположенные в населённых пунктах Копан, Пуэрто-Кортес и Сан-Педро-Сула. Впоследствии, эти поселения стали центрами сосредоточения сил наёмников Армаса: в городе Копан был размещён штаб сил вторжения, порт Пуэрто-Кортес стал местом подготовки морского десанта, в Сан-Педро-Сула была развернута тыловая база снабжения.
По оценке О. Н. Глазунова, ЦРУ потратило около 20 млн долл. на организацию вторжения.

## Военное вторжение
29 января 1954 года правительство Гватемалы сделало официальное заявление о подготовке против страны вооружённой агрессии. После переговоров с представителями нескольких западных стран, отказавших в поставке оружия, правительство Гватемалы заключило соглашение с правительством Чехословакии о приобретении партии трофейного немецкого оружия времён Второй Мировой войны, которое было отгружено на судно «Альфхем» («Alfhem»).
20 мая 1954 года диверсанты предприняли попытку взорвать поезд, следовавший от порта Пуэрто-Барриос к столице, однако заряд динамита сработал не полностью и поезд получил незначительные повреждения. В перестрелке погиб 1 и были ранены 3 солдата гватемальской армии, ими был застрелен 1 диверсант. 21 мая на этой же железнодорожной линии была предотвращена ещё одна попытка саботажа.
21 мая 1954 года самолёт C-47, которым управляли граждане США Джерри Деларм и Карлос Чизмен, появился над столицей и сбросил свыше 100 тыс. листовок антиправительственного содержания.
24 мая 1954 года боевые корабли ВМФ США установили блокаду побережья Гватемалы «с целью воспрепятствовать поставкам вооружения в страну» (Operation HARDROCK BAKER).
26 мая и 7 июня 1954 года самолёты без опознавательных знаков сбросили листовки с призывом к свержению правительства Х. Арбенса;
4 июня 1954 года командующий военно-воздушными силами страны, полковник Рудольфо Мендоса Асурдио на частном самолёте перелетел к Армасу. Он сообщил сведения о состоянии и дислокации национальных ВВС, передал Армасу план развертывания ВВС Гватемалы и другие секретные документы. Это обстоятельство существенно осложнило противодействие авианалётам. Вместе с ним в этом же самолёте к Армасу прибыл гражданин США, майор Ferdinand Schupp — шеф военно-воздушной миссии США в Гватемале.
13 июня 1954 года самолёт P-38M произвел вылет со сбросом листовок, в этот же день из Майами прибыли три «стерильных» истребителя F-47N.
14 июня 1954 года самолёт без опознавательных знаков нарушил воздушное пространство Гватемалы и сбросил оружие и боеприпасы для местных сторонников К. Армаса.
17 июня 1954 года Совет национальной безопасности США принял решение о начале военной операции. В этот же день на территории Сальвадора, в окрестностях города Санта-Ана местные полицейские разоружили один из отрядов К. Армаса, который должен был перейти границу с Гватемалой и атаковать город Хутьяпа. Сальвадорские полицейские поместили задержанных под стражу (на следующий день, после вмешательства ЦРУ они были выпущены), а также конфисковали грузовик и все оружие боевиков (21 автомат, винтовки, гранаты и боеприпасы), которое не было возвращено, вследствие чего отряд не принял участие в начавшемся на следующий день наступлении и не сумел выполнить поставленную перед ним задачу.
Утром 18 июня 1954 года пять отрядов наёмников перешли гватемальскую границу: первая колонна атаковала селения Бананера и Моралес, вторая начала продвижение на Эскипулас, ещё одна группировка захватила пограничный пост Эль-Флоридо, в котором были расстреляны руководители крестьянских союзов и члены комитета по проведению аграрной реформы (подразделения правительственных войск Гватемалы в это время были отведены от линии границы вглубь страны, чтобы не дать повода для провокации). Одновременно с наступлением наземных сил, истребитель F-47N атаковал президентский дворец, форт Матаморос и железнодорожный вокзал. Вылетевший на перехват штурмовик AT-6 правительственных ВВС, который пилотировал лейтенант Хуан Карлос Кастильо Радо, разбился в результате технической неисправности.
Радиостанция ЦРУ из Гондураса заглушила правительственное радио Гватемалы и начала кампанию дезинформации о многократном превосходстве сил наступающих. Представитель Гватемалы в ООН обвинил американских лётчиков в бомбардировке, США отрицали эти обвинения.
Утром 19 июня 1954 года самолёт Cessna-180, которым управляли граждане США Деларм и Чизмен, совершил разведывательный вылет над городом Пуэрто-Барриос, во время которого город бомбили ручными гранатами. В этот же день совершил вылет самолёт C-47, который был повреждён огнём с земли, однако экипаж сумел совершить вынужденную посадку в Манагуа. В этот же день вечером самолёт F-47N, которым управлял Деларм сбросил бомбы на железнодорожный мост в Гуалапе и обстрелял аэродром Ла Аурора (в результате авианалёта на земле был сожжён транспортный самолёт AT-11B правительственных ВВС).
20 июня 1954 года бомбардировке с воздуха был подвергнут главный порт страны — Сан-Хосе, а основные силы армии Армаса захватили Эскипулас. В этот же день ещё один отряд мятежников атаковал селение Гуалан, которое обороняли лейтенант и 30 солдат гватемальской армии, бой за это селение продолжался 36 часов, но в результате нападавшие были разгромлены и отступили.
21 июня 1954 года в районе Сан-Хосе и Пуэрто-Барриос были предприняты попытки высадить морские десанты (20 чел.), а в районе Часперино был сброшен авиадесант из 10 человек. Одновременно, отряд наёмников из 150 чел. начал наступление на Пуэрто-Барриос с востока. В результате, атака на Пуэрто-Барриос была отбита правительственными силами, защитники города захватили оружие, 20 пленных (из них, 11 являлись гражданами Гондураса и 1 — гражданином Сальвадора) и принадлежавший наёмникам корабль «Сиеста-де-Трухильо» («Siesta-de-Trujillo») под гондурасским флагом с грузом вооружения и боеприпасов. В этот же день самолёт F-47N обстрелял железнодорожную станцию и железнодорожный мост в районе Сакапа, но был подбит огнём с земли, совершил вынужденную посадку на территории Гондураса и в дальнейшем был списан как не подлежащий восстановлению.
22 июня 1954 года истребитель F-47 мятежников по ошибке сбросил две бомбы на город Сан-Педро-де-Копан (на территории Гондураса, в 8 милях от границы с Гватемалой).
В правительственных и военных кругах большинство склонялось к капитуляции, в связи с чем армия наёмников первоначально практически не встретила сопротивления.
После сражений при Гуалане и при Моралесе, где агрессоры понесли большие потери в живой силе и технике, они уже больше не пытались наступать и отошли к исходным позициям, а в случае преследования переходили границу и скрывались на территории Гондураса. Также, Армас не смог перенести свою штаб-квартиру на гватемальскую территорию, и его штаб продолжал оставаться в Копане. Там же находилась радиостанция, которая поддерживала постоянную связь с посольством США в Гватемале.
Единственным эффективным средством, оставшимся в распоряжении Армаса была авиация, которая теперь рассматривалась как главная военная сила: самолеты американского производства, управляемые летчиками США, не встречая сопротивления, с бреющего полета бомбили и обстреливали столицу страны и другие города Гватемалы. При этом, наемники так и не сумели создать базы для самолетов на территории Гватемалы, все авианалёты проводились из Никарагуа и Гондураса. Действия авиации наносили урон, вызывали панические настроения среди населения, но без продвижения наземных войск обеспечить успех военной операции было невозможно.
22 июня 1954 года в Белом Доме состоялось совещание. Аллен Даллес сообщил президенту США Дуайту Эйзенхауэру о полученной от К. Армаса просьбе предоставить ему дополнительные самолёты (истребители P-51 и три бомбардировщика B-26). Даллес сообщил, что шансы Армаса без использования авиации «приблизительно равны нулю». 24 июня 1954 года два дополнительных самолёта P-47 были направлены для Армаса с военной базы Ньюарк (штат Нью-Джерси).
23 июня Армас разместил штаб своей армии в приграничном городе Эскипулас, на расстоянии шести миль от границы с Гондурасом.
24 июня 1954 года в селении Бананера наёмники расстреляли 12 работников профсоюза рабочих «Юнайтед фрут». В этот же день было опубликовано официальное коммюнике командования гватемальской армии, в котором сообщалось о результатах боев в районе Пуэрто-Барриос и Чикимула: правительственные силы захватили пленных, стрелковое оружие (автоматы и пулемёты), несколько грузовиков, средства связи и другое военное снаряжение, а отряды интервентов понесли потери убитыми и ранеными.
25 июня начались бомбардировки столицы. В этот же день огнём с земли был подбит F-47N, который сумел совершить аварийную посадку в Лас-Мерседес.
26 июня 1954 года правительственные силы отразили попытку одного из отрядов К. Армаса наступления на городок Ипала. В этот же день самолёт мятежников сбросил две 100-фунтовые авиабомбы на центр столицы (в результате бомбардировки было разрушено здание церкви) и обстрелял из пулемёта поезд в районе Эльхикаро (в результате обстрела были убиты семь человек).
27 июня 1954 года мятежниками был совершен авианалёт на город Сакапа — два самолёта сбросили на город тридцать 100-фунтовых авиабомб, что повлекло многочисленные жертвы среди мирного населения. В этот же день ещё один самолёт сбросил бомбы на столицу, в результате погибли две женщины. Тем не менее, как сообщило командование гватемальской армии, к вечеру 27 июня 1954 года отряды К. Армаса были отброшены за линию границы и за исключением района Чикимула (где продолжалась перестрелка) боевые действия прекратились. В конечном итоге, в районе города Чикимула наёмники сумели победить оборонявшихся (отряд из нескольких дюжин крестьян, вооружённых охотничьими винтовками) и расстреляли захваченных в плен (позднее, тела расстрелянных здесь крестьян предъявили в качестве жертв коммунистического режима).
27 июня 1954 года в порту Сан-Хосе самолёт мятежников атаковал и потопил британское торговое судно с грузом хлопка и кофе.
27 июня Арбенс подал в отставку, подчинившись ультиматуму высших офицеров, заранее согласовавших свои действия с представителями американских спецслужб. Президент передал свои полномочия командующему вооружёнными силами страны, полковнику Карлосу Энрике Диасу. Вынужденный уступить, он тем не менее выдвинул два требования: первое — будут уважаться жизнь и свобода всех граждан; второе — армия не сложит оружия и продолжит борьбу до полного изгнания захватчиков. На заседании, где в полном составе присутствовал кабинет министров, офицеры, совершившие предательство, дали клятву выполнить оба требования. Был подписан акт, в котором зафиксировали это обязательство. Диас заявил, что будет продолжать борьбу против наёмников.

## Завершение переворота
28 июня 1954 года посол США в Гватемале в ультимативной форме потребовал отставки президента Арбенса и его замены на К. Армаса. В это же время подразделение морской пехоты США было переброшено из Пуэрто-Рико в район Ямайки и получило приказ подготовиться к высадке в гватемальском порту Пуэрто-Барриос в случае, если попытка силового смещения Х. Арбенса гватемальскими военными кругами окажется неуспешной.
Диас отверг требование американского посла Перифуа расстрелять в 24 часа «все прокоммунистические элементы». Кроме того, вопреки ожиданиям американского посла он сделал заявление по радио, в котором призвал народ «способствовать выполнению патриотических задач, стоящих перед Гватемалой, чтобы сохранить её демократические и социальные завоевания».
Бомбардировки столицы возобновились с новой силой. Одним из главных объектов стал форт Матаморос — пункт расположения войск Диаса. Касаясь подготовленного Перифуа падения Диаса, американский журнал «Time» 12 июля 1955 г. писал: «Кастильо Армас был убежден в том, что за Диасом в действительности стоит Арбенс, и потому решил продолжать боевые действия, подвергнув бомбардировке форт Матаморос в Гватемале-Сити. Перифуа горячо одобрил этот шаг».
29 июня Диас был свергнут группой проамерикански настроенных офицеров. Вот подробности этого акта. "Перифуа с кольтом 38-го калибра в кобуре на поясе является в генеральный штаб, где встречается с Диасом. Пока тот спорил с какими-то военными, Перифуа, поправляя своё оружие, беспокойно ждал до тех пор, пока разговор достиг остроты. В этот момент через парадную дверь в помещение генерального штаба вошел полковник Э. Монсон вместе с двумя офицерами. Не произнося ни слова, они направились в кабинет, где Диас ожесточенно вел спор, и выразительно обнажили своё оружие. Без лишних церемоний Диаса в сопровождении одного солдата вывели в ближайшую дверь. Вскоре Монсон вновь появился. «Мой коллега решил выйти в отставку, — объяснил он, — и теперь я занимаю его место».
29 июня 1954 года Монсон объявил амнистию «всем антикоммунистам, арестованным режимом Арбенса». В этот же день он подписал указ о запрете деятельности Гватемальской партии труда.
В это же время Монсон вступил в конфликт с Армасом, поскольку был уверен, что помощь, оказанная им американцам не будет забыта и он сможет занять ведущее место в хунте. Однако Армас не собирался уступать власть. Поведение Армаса было столь вызывающим, что Монсон прервал переговоры и принял решение вернуться в столицу. Узнав о провале переговоров, на которые он возлагал большие надежды, Перифуа 1 июля 1954 г. вылетел в Сан-Сальвадор, где велись переговоры, там он продиктовал Монсону и Армасу условия, на которых они должны были заключить соглашение. В результате была создана военная хунта из 5 человек во главе с Монсоном, к которой перешла вся полнота власти. В национальную армию были включены наемники.
3 июля 1954 года Армас с группой сторонников на самолёте, предоставленном США прибыл на столичный аэродром и торжественно вступил в столицу. Через некоторое время он стал главой хунты, а затем, устранив своих соперников (Монсона, подполковника Х. Л. Крууса, М. Дюбуа и майора Э. Оливо), провозгласил себя президентом страны.
4 ноября 1954 года Армас стал «конституционным» президентом (при отсутствии действующей конституции). Первыми, кто признал новое правительство Гватемалы, были США.

## Репрессии
30 июня 1954 года Монсон подписал указ об аресте всех членов Гватемальской партии труда, здание Центрального комитета партии было занято солдатами. В этот же день было объявлено о роспуске Всеобщей конфедерации труда.
Армас развернул в стране массовые репрессии, было объявлено об аресте четырёх тысяч человек, подозревавшихся в «коммунистической деятельности». Под этим предлогом начались убийства активистов профсоюзного движения и других общественных организаций.
- 17 июля 1954 года Всемирная федерация профсоюзов заявила протест в связи с расстрелом 45 профсоюзных руководителей (среди которых были все организаторы забастовки на банановых плантациях компании «Юнайтед фрут»)[53]. Федерация женщин Бразилии заявила протест генеральному секретарю ООН после того, как была убита секретарь союза женщин Гватемалы Аида Годой Деверас[54].

19 июля 1954 года в стране был образован «Национальный комитет защиты от коммунизма» (Comite de Defensa Nacional contra el Comunismo), наделённый широкими правами, а 24 августа 1954 года — принят закон о борьбе с коммунизмом (Ley Preventiva Penal Contra el Comunismo).
Комитет проводил заседания за закрытыми дверьми и был вправе объявить любого гражданина коммунистом без права обжалования. Люди, взятые комитетом на учёт, могли произвольно подвергаться арестам на срок до шести месяцев, им запрещалось иметь радиоприёмники и работать в государственных, муниципальных и общественных учреждениях. В последующие четыре месяца власти зарегистрировали 72 тысячи человек, которые были объявлены коммунистами или симпатизирующими им. Чиновник комитета заявил о намерении зарегистрировать около 200 тыс. чел..
В результате, уже к 19 июля 1954 года более 900 сторонников Арбенса (в том числе, члены правительства) были вынуждены укрыться на территории девяти посольств и дипломатических представительств, размещенных в столице Гватемалы. В дальнейшем, в течение первых трёх месяцев правления Армаса, дипломатические представительства «представляли собой переполненный сумасшедший дом», они были заполнены желающими выехать из страны и получить политическое убежище. Эмиграция не прекращалась и в последующем, кроме того, многие сторонники Арбенса покидали страну, пересекая границы с сопредельными государствами.
Сторонники Х. Арбенса в правительстве, военнослужащие и полицейские, принимавшие участие в боевых действиях против армии Армаса, были уволены со службы, многие были репрессированы. Так, 9 октября 1954 года правительство Армаса потребовало от пяти латиноамериканских государств выдать в порядке экстрадиции Х. Арбенса и 15 членов его правительства; в июне 1955 года по решению суда были расстреляны два полицейских.

## Последствия переворота
Президент Армас практически полностью ликвидировал социально-экономические преобразования, совершенные в период 1944—1954 гг.:
- была отменена Конституция 1945 года[60][61] (вместо неё был введён т. н. «Политический статут»[62])[9];
- был пересмотрен Трудовой кодекс 1947 года, права рабочих и профсоюзов были существенно сокращены[8][9][61];
- была ликвидирована аграрная реформа:[9]

- был отменён закон о проведении аграрной реформы;
- компании «Юнайтед фрут» были возвращены национализированные земли, восстановлены прежние контракты и предоставлены дополнительные концессии;
- был отменён закон о защите прав арендаторов.

- были восстановлены действовавшие до 1944 года привилегии для американских компаний[60].
- был принят закон о нефти, передававший исключительные права на разработку нефтяных месторождений американским нефтяным компаниям[61]

Новая власть отстранила неграмотных от участия в выборах: около 70 % населения страны, почти все индейцы, были лишены избирательных прав.
Посольство США передало Армасу списки на 62 тыс. «неблагонадёжных» жителей Гватемалы, а также потребовало изъять из библиотек страны «марксистскую литературу».
Долгосрочным результатом этих действий стала гражданская война в Гватемале, которая продолжалась 36 лет, унесла 200 000 жизней мирного населения и распространилась на соседние страны.

## Пропагандистская кампания в США
После переворота, в американских средствах массовой информации была развернута информационно-пропагандистская кампания, направленная на обоснование и оправдание произошедших событий.
- так, в выпуске «Нью-Йорк Таймс» от 11 июля 1954 года сведения о получении К. Армасом помощи из США объявлялись «бездоказательными утверждениями», а «события в Гватемале» предлагали считать следствием «внутренних проблем коммунизма»[65].
- «Ньюсуик» писал о том, что США действовали «в соответствии с буквой закона» и правительство Арбенса «свергли гватемальцы»[66].

По мере рассекречивания архивов ЦРУ стало ясно, что утверждения США о влиянии СССР на Арбенса не имели под собой никаких оснований, кампания не имела большого успеха и в 1960-х годах: мнение об отсутствии в Гватемале «руки Москвы» было широко распространено в мире до и после переворота, несмотря на усилия США.

### Операция PBHISTORY
ЦРУ настолько стремилось показать, что события в Гватемале управлялись из Москвы, что после переворота организовало специальную операцию с кодовым названием «Операция PBHISTORY» по сбору в Гватемале документов, которые должны были доказать миру, что социальные преобразования в Гватемале были инспирированы СССР и продемонстрировать связь гватемальских коммунистов с Москвой. Результаты были крайне разочаровывающими: после просмотра 500 000 документов и отбора 150 000, не только не удалось набрать материала на запланированный к изданию том, но и опубликованная брошюрка не заинтересовала прессу из-за отсутствия сенсаций. Группа, отвечавшая за операцию, предложила для привлечения внимания к публикации инсценировать нападение «коммунистов» на штаб-квартиру PBHISTORY в Гватемале; инсценировка была отменена, так как было сочтено, что неизбежное привлечение к ней большого числа гватемальцев слишком рискованно.

## Контакты и связи «Юнайтед фрут» и правительства США
Ричард Биссел, бывший специальный помощник директора Центрального разведывательного управления, заявил, что нет никаких оснований полагать, что желание помочь «Юнайтед фрут» играло какую-либо существенную роль в принятии решения. Один из руководителей операции, агент ЦРУ Говард Хант считал, что лоббирование интересов «Юнайтед фрут» было одним из ключевых факторов наряду с соображениями безопасности.
- госсекретарь США Дж. Фостер Даллес был одним из компаньонов нью-йоркской юридической конторы «Салливэн и Кромвелл», которая длительное время вела дела компании «Юнайтед фрут»; при этом, в 1930-е годы Дж. Ф. Даллес был автором нескольких проектов неравноправных соглашений с правительством Гватемалы для компании «Юнайтед фрут»[71][неавторитетный источник];
- помощник госсекретаря США Джон М. Кэбот, один из последовательных сторонников проведения операции, являлся представителем семьи крупных акционеров компании «Юнайтед фрут»[71];
- представитель США в ООН, Генри Кэбот Лодж, один из последовательных сторонников проведения операции, являлся представителем семьи крупных акционеров компании «Юнайтед фрут»[71];
- министр торговли США Синклер Уикс, один из сторонников введения торгово-экономических санкций против Гватемалы, был связан с компанией «Юнайтед фрут» деловыми интересами[71];
- несколько сенаторов, выступавших за введение санкций в отношении Гватемалы, являлись крупными акционерами компании «Юнайтед фрут»[71].
- самыми последовательными сторонниками введения санкций против Гватемалы являлись сенаторы от штата Флорида и от штата Массачусетс, на территории которых располагались предприятия компании «Юнайтед фрут»[72]

Бывший директор ЦРУ, заместитель государственного секретаря США Уолтер Беделл Смит в 1954 году уволился с госслужбы и занял пост члена совета директоров «Юнайтед фрут компани».

## Дальнейшие события
В 1997 году ЦРУ США рассекретило часть документов, посвящённых проведению операции в Гватемале (1400 страниц текста и 300 записей с пропагандистскими передачами).
В 2011 году президент Гватемалы признал, что подготовленный с участием ЦРУ 57 лет назад военный переворот был актом агрессии против правительства страны и величайшим преступлением против её населения. Было также признано, что президент Хакобо Арбенс не был «ставленником Москвы» и «тайным коммунистом».

## Отражение в культуре и искусстве

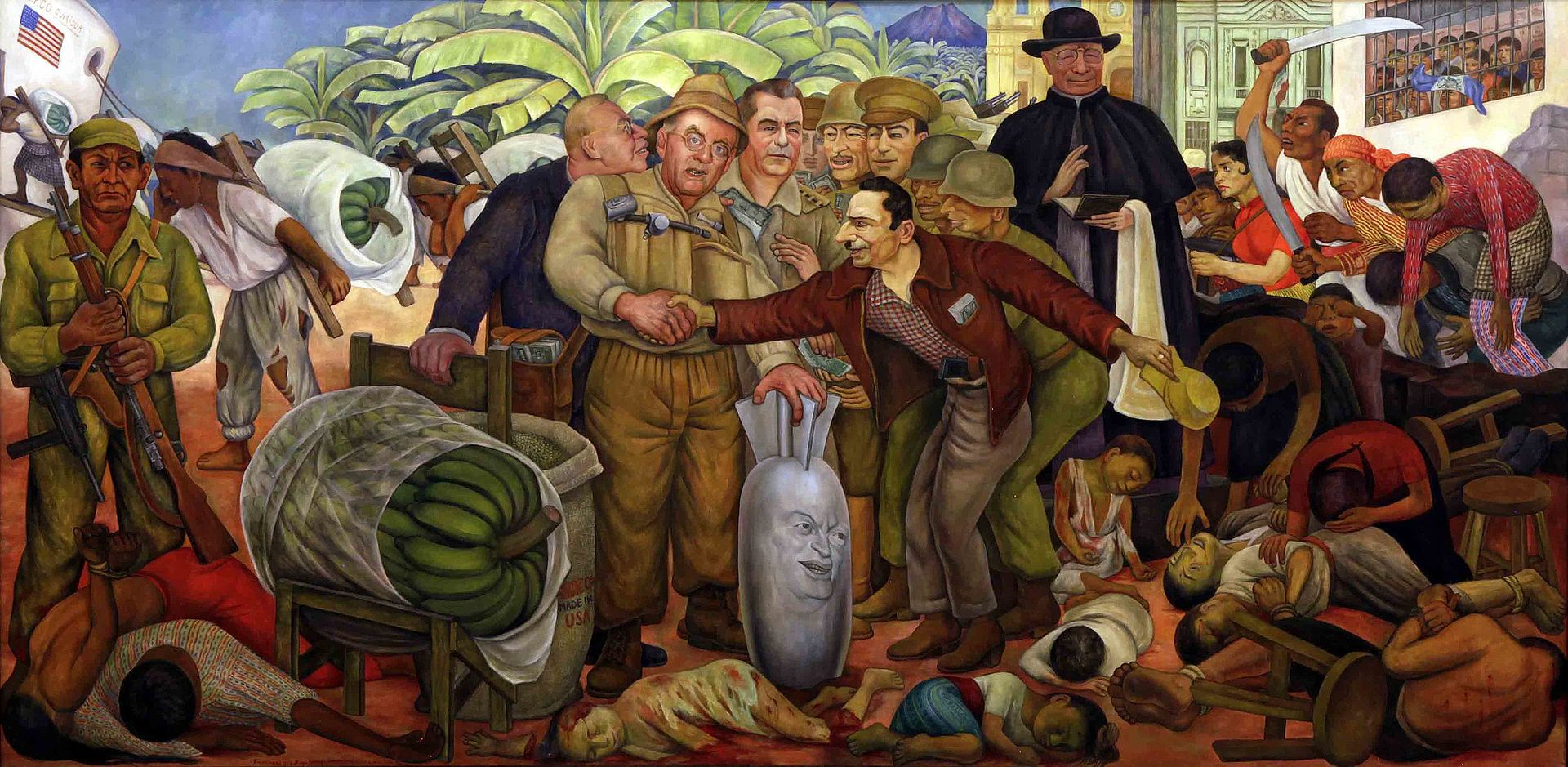
«Славная победа», картина-карикатура Диего Риверы

- «Джоанна Аларика» — повесть Юрия Слепухина.
- Wolfgang Schreyer. Das grüne Ungeheuer. Berlin-Ost, 1959 — политический триллер, беллетризованное описание событий переворота в Гватемале.
- Karl Heinz Poppe. Bananenkrieg. Reinbek, 1960 — западногерманский роман, беллетризованное описание событий переворота в Гватемале
- «Das grüne Ungeheuer» (ГДР, DEFA, 1962) — пятисерийный фильм, посвященный перевороту в Гватемале[77].
- «Славная победа» (La Gloriosa Victoria), 1954. - картина-карикатура Диего Риверы